# 御璽

御璽

御璽（ぎょじ）とは、いくつかの国において、皇帝（または天皇）が公式に用いる印章（璽）を指す語。具体的には、
1. 日本国において、「天皇御璽」の印文を有する天皇の印章。本項ではこれについて解説する。
2. 大韓帝国において、「皇帝御璽」の印文を有する大韓帝国皇帝の印章。
3. 満洲帝国において、「満洲國皇帝之寶（満洲国皇帝之宝）」の印文を有する満洲国皇帝の印章。#満洲帝国を参照。

日本国憲法の下においては、御璽は、天皇の国事行為に伴い発せられる文書に押印される。近代以前には、内印（ないいん）と称された。
現在の御璽は金印で、大きさは3寸（約9.09cm）四方の角印、重さは約3.55kg。印文は「天皇御璽」（2行縦書で右側が「天皇」、左側が「御璽」）と篆刻されている。国璽とほぼ同じ大きさ・形状である。宮内庁による英文表記は「Privy Seal」。

## 歴史

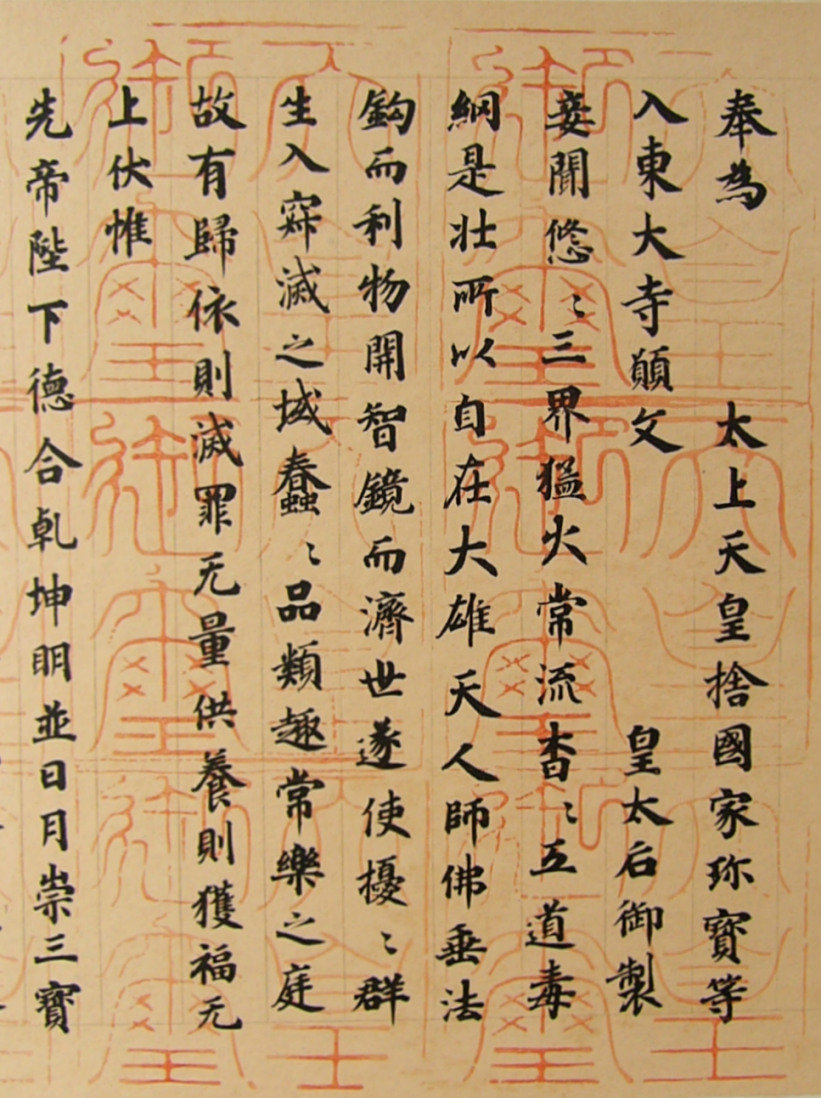
正倉院宝物・東大寺献物帳（国家珍宝帳）（巻首）。全面に御璽が押されている。

御璽の歴史は飛鳥時代まで遡る。701年（大宝元年）に成立した大宝律令で官印の一つとして内印（天皇御璽）が規定されており、大きさは方3寸（約8.9cm）とされていた（公式令「天子神璽条」）。“内”とは天皇を意味しており、これに対して太政官印は外印と称された。材質や印文に関する具体的な規定は存在しないが、平安時代には中務省内匠寮が鋳造を担当、材料は銅または青銅が使用され、幕末までに幾度か作り直された。現存する奈良時代の文書に残された印影から大きさは約8.5cm四方であったと推定され、1068年（治暦4年）に焼損した内印を翌1069年4月30日（延久元年4月7日）に改鋳したことが知られている。また、江戸時代の御璽は銅印で方2寸7分（約8.2cm）である。
律令国家期の内印は、実用としては用いられない天子神璽に次ぐ地位にあり、天皇大権を示すものとされて通常は少納言および中務省所属の主鈴が担当していた。詔勅および五位以上の位記および諸国に下す公文（太政官の太政官符・八省の省符・弾正台の台符など）には内印を捺印する必要があった。内印を捺印する際には少納言が天皇に奏上（太政官奏）して捺印許可を得ると言う請印と呼ばれる儀式を必要とした。請印を得た公文は勅符と五位以上の位記は少納言が、それ以外の公文は主鈴が実際の捺印を行った。もっとも、全ての公文書に内印もしくは外印を押す原則が徹底されず、720年（養老4年）に無印のままの公文発給を止めさせているほか、延喜式（太政官式）でも内印を押すべき事案を具体的に規定として定めている。

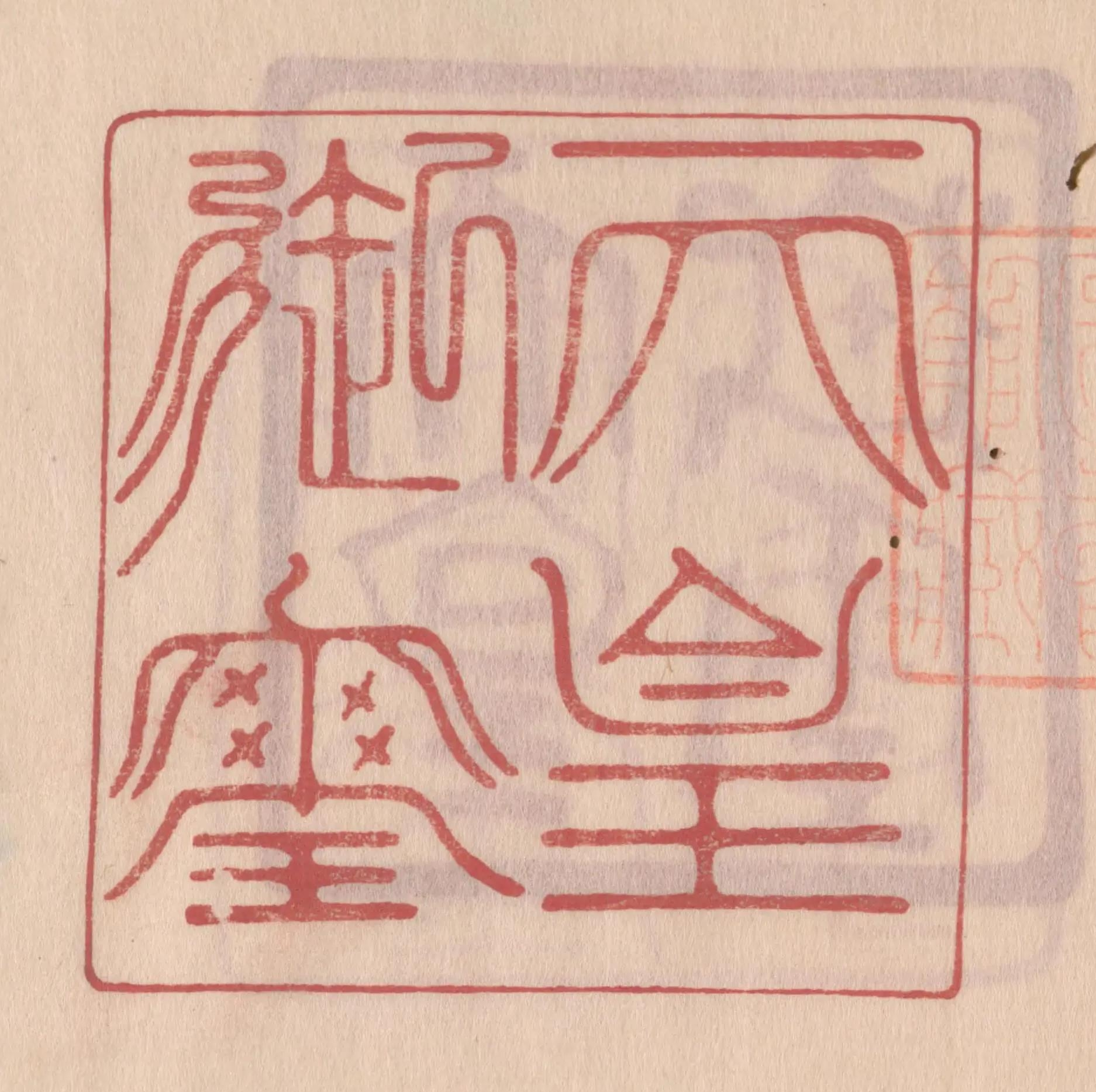
天平感宝元年（749年）付文書所用[7]。
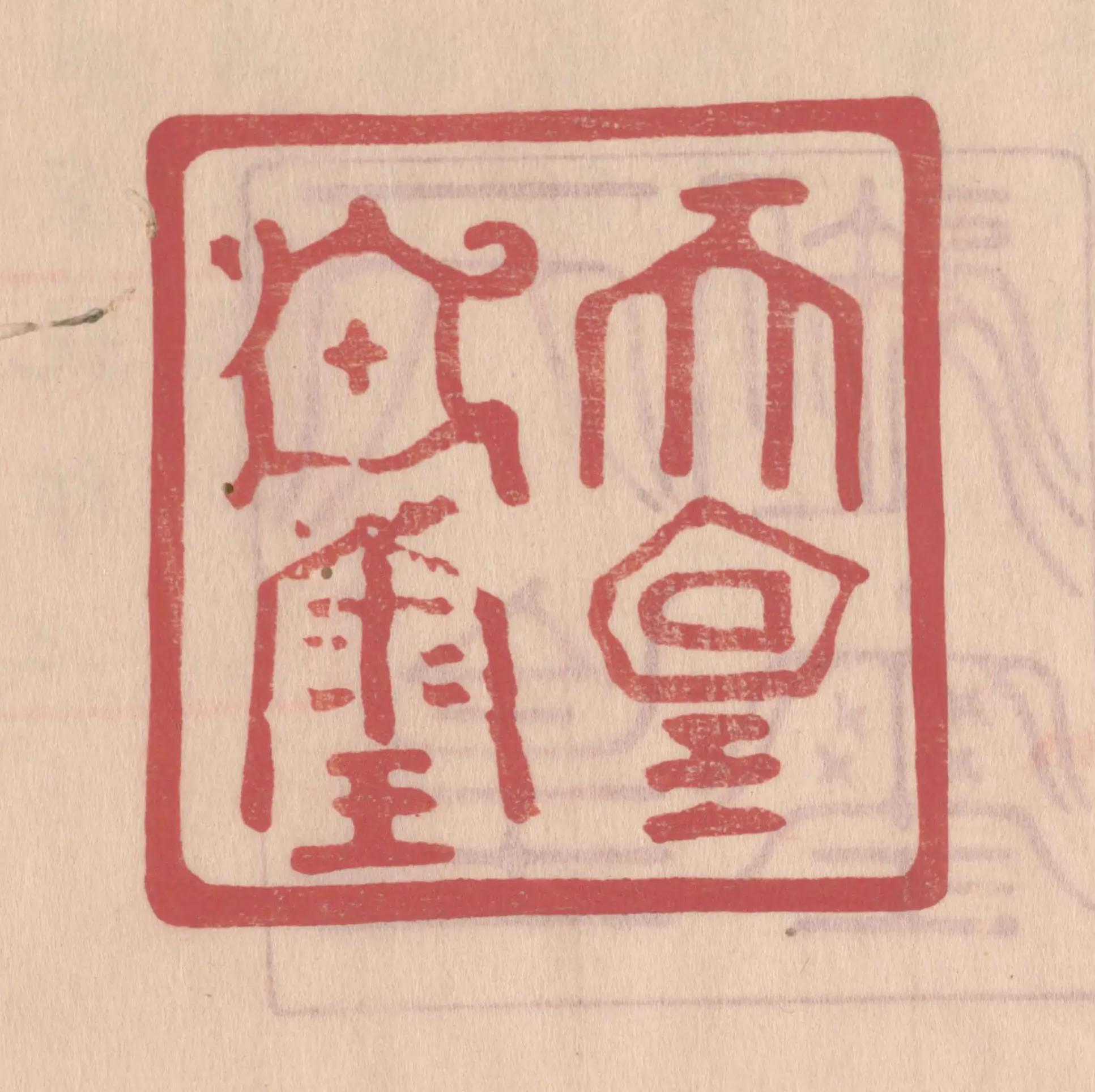
仁安2年（1167年）付文書所用[7]。
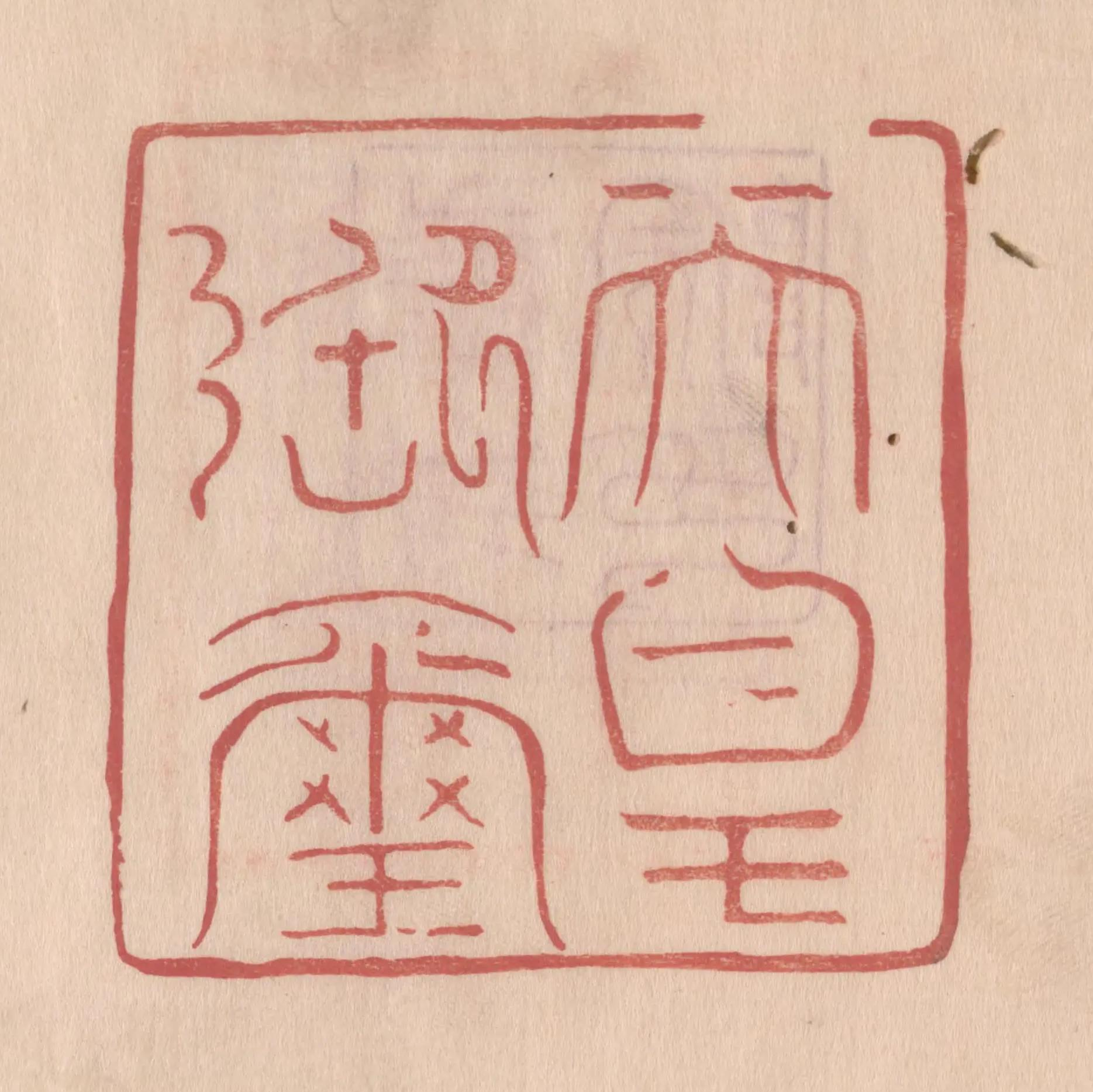
承安2年（1172年）付文書所用[7]。

明治維新後、1869年8月15日（明治2年7月8日）に職員令（太政官制）を制定して新たに官位相当制を定めるに際して、御璽の用例を定めた。このときの御璽は「内印」として用いられてきた伝来の銅印が使用された。御璽は、勅任官の官記、勅授の位記、華族の相続等に押され、その後、外国へ特派する使節に対する詔書などの文書にも用いられた。
1871年（明治4年）、大蔵卿伊達宗城を全権として清に派遣する際、伝来の銅印が「印文ノ不明」「字面不宜趣」な物であり、同年5月3日に大蔵省に出仕していた篆刻家の小曽根乾堂に命じて新たに方2寸8分（約8.48cm）の石印を刻させた。現在の御璽・国璽は、この石印が「艸卒ノ刻、字體典雅ナルヲ得ス」「早卒ニ際シ石刻相成且刻面モ不宜様ニ相見候」と不評だったため、金材をもって改めて刻することになった。1873年（明治6年）2月、宮内省より京都の鋳造師・秦蔵六に鋳造を、同年9月に同じく京都の印司・安部井音人（安部井櫟堂）に彫刻が命じられ、国璽と共に1年がかりで製作された。1874年（明治7年）4月に完成し、同年7月20日に新しい御璽・国璽の印影が回達された。以降、今日に至るまで改刻されることなく使われている。なお、予備は存在しない。

## 運用
当初は宮内省が、後に宮内省外局の内大臣府が国璽と共に保管し、内大臣が押印した。第二次世界大戦前は、天皇の1泊以上の旅行に際して、内大臣秘書官が持参して歩いた。第二次世界大戦後に内大臣府が廃止されると宮内省侍従職へ移され、宮内庁設置に伴い宮内庁侍従職が保管し（宮内庁法第2条第5項、同第4条第1項）、現在は事務主管の侍従職補佐が押印する。紫と白の袱紗に包み、専用の革製ケースに入れて保管されている。国璽と同様、国立印刷局特製の朱肉を用いた上で、位置ずれや傾きが無いよう専用の定規（印矩）を当てて、御名（署名）に少し掛かるように押すのが習わしとされる。
日本国憲法下の皇位継承儀式では、「剣璽等承継の儀」として皇位の証である剣璽（天叢雲剣・八尺瓊勾玉）と共に国璽と御璽の承継が行われる。

## 法制

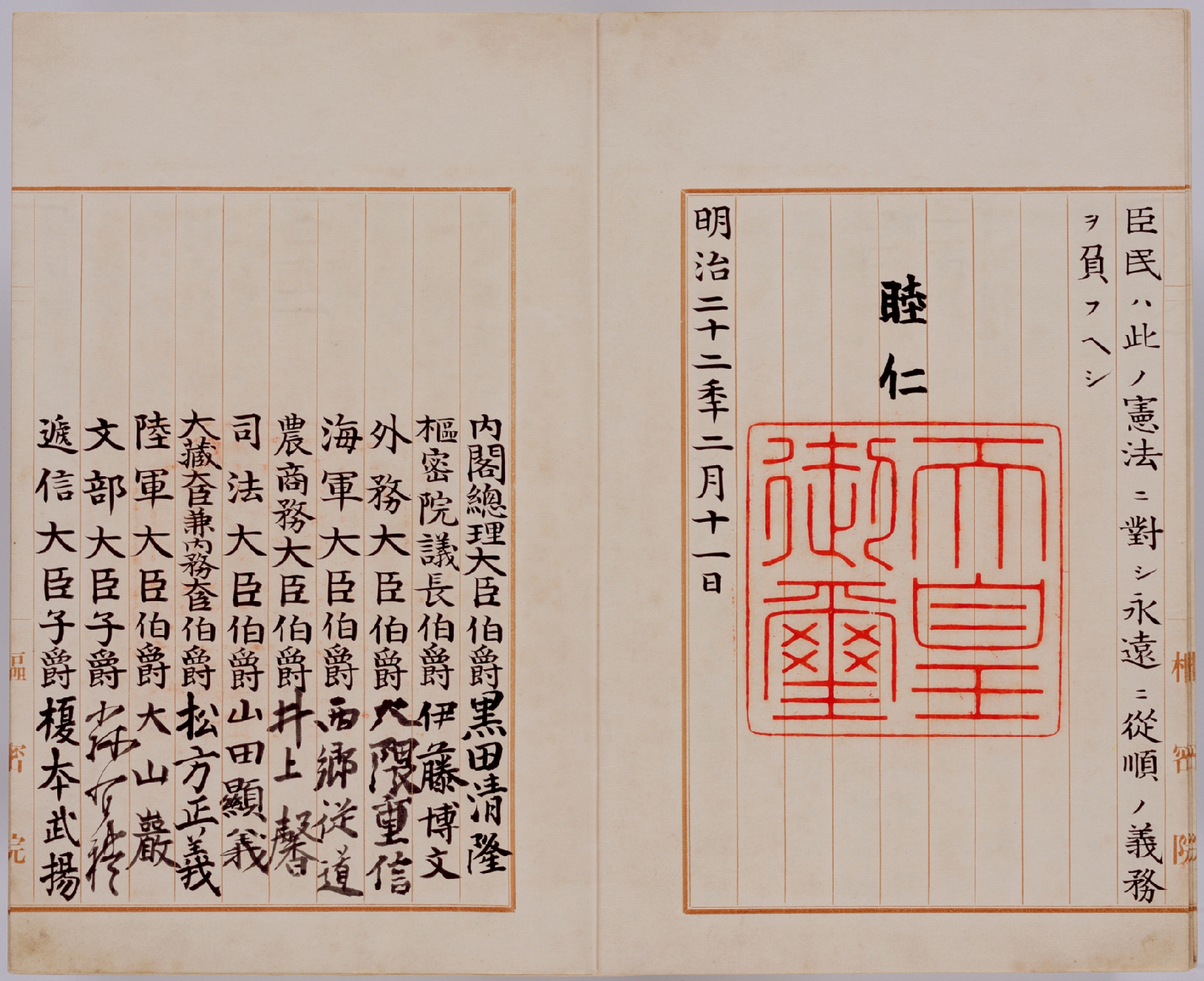
大日本帝国憲法原本の御名御璽

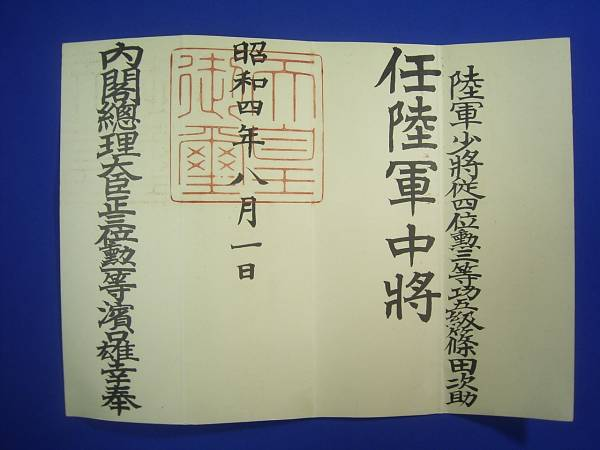
陸軍中将の辞令書（御璽が押印されている）

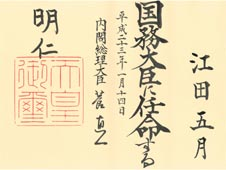
国務大臣の辞令書（御璽が押印されている）

大日本帝国憲法下では、勅令の公文式（明治19年勅令第1号）および公式令（明治40年勅令第6号）に、御璽または国璽を押す場合が明文規定されていた。
公文式によれば、法律・勅令には親署の後、御璽を押すとされた。また、勅任官の任命では辞令書に、奏任官の任命では奏薦書に御璽を押すとされた。
公式令によれば、詔書・勅書・親任官及び勅任官の官記・免官の辞令書、爵記・四位以上の位記には親署の後、御璽を押すとされた。また、帝国憲法の改正・皇室典範の改正・皇室令・法律・勅令・国際条約の発表・予算及び予算外国庫の負担となるべき契約には、上諭を附して公布するとされたが、その上諭には親署の後、御璽を押すとされた。
公式令は1947年（昭和22年）5月3日の内閣官制の廃止等に関する政令（昭和22年政令第4号）により廃止され、その後これに代わる法令はないが、国璽・御璽の用例など公式令に定められた事項は慣例により踏襲されている。
現在は、詔書、法律・政令・条約の公布文、内閣総理大臣・最高裁判所長官・認証官の官記・免官の辞令書、四位以上の位記等に押印されるほか、公式令では国璽とされていた、条約の批准書、大使・公使の信任状・解任状、全権委任状、領事委任状、外国領事認可状も御璽が使用される。

## 刑罰
刑法第19章「印章偽造の罪」に規定があり、行使の目的で、御璽、国璽又は御名を偽造した者は、2年以上の有期拘禁刑に処せられる（第164条第1項）。御璽、国璽若しくは御名を不正に使用し、又は偽造した御璽、国璽若しくは御名を使用した者も、前項と同様とする（第164条第2項）。第164条第2項に関しては、未遂も罰せられる（第168条）。
刑法第17章「文書偽造の罪」にも規定があり、行使の目的で、御璽、国璽若しくは御名を使用して詔書その他の文書を偽造し、又は偽造した御璽、国璽若しくは御名を使用して詔書その他の文書を偽造した者は、無期又は3年以上の拘禁刑に処せられる（第154条第1項）。御璽若しくは国璽を押し又は御名を署した詔書その他の文書を変造した者も、前項と同様とする（第154条第2項）。
また、大日本帝国憲法下では、これらの犯罪行為は、不敬罪に処される事もあった。

## 満洲帝国
満洲帝国（満洲国）の御璽は、縦横が9cm、高さ約8cmの少し緑がかった白玉製で、「満洲國皇帝之寶（満洲国皇帝之宝）」と刻されている。御璽の背には龍の彫刻があり、持ち易いように紐が通してある。御璽・国璽を使用することを「用璽」または「用宝」と称した。

### 満洲国での運用
御璽及び国璽は、帝政実施に伴って新設された満洲国尚書府が尚蔵し、詔書・勅書・その他の文書の用璽に関する事務を掌った（尚書府官制（康徳元年帝室令第1号）第1條）。なお、帝政初期は満洲国皇帝の溥儀自身が手元に保管して下げ渡さず、用璽も尚書府に代わって内廷（満洲国皇宮内の皇帝の私的空間）の使用人が担当していたが、御璽と国璽を押し間違えたのを機会に、尚書府秘書官長が用宝（用璽）は尚書府秘書官に任せられたいと奏上して許され、以後は秘書官の一人がその都度内廷へ伺候して用璽を担当した。しかし、勲章が一度に何千人にも下賜されるようになると、大量の叙勲状（勲記）に国璽を押す必要があり、尚書府秘書官が内廷内の皇帝御居間に詰め切りとなる事態が起こったため、再度奏請を行い、毎朝、両璽（御璽及び国璽）の下げ渡しを受けて尚書府大臣室に保管し、夕方に内廷へ戻す運用に改めた。また、皇帝が地方へ出かける時は、尚書府秘書官の一人が、皮製の箱に納められた御璽・国璽を黄色い風呂敷に包んで首にかけてお供をした。

### 満洲国での法制
満州国では、公文程式令（康徳元年勅令第2号）に、御璽または国璽を押す場合が明文規定されていた。
公文程式令によれば、詔書・勅書・国書・その他外交上の親書・条約批准書・全権委任令・外国派遣官吏委任令・名誉領事委任令及び外国領事認可状・特任官の任命状・簡任官の任命状・特任官の解任状には親署の後、御璽を押すとされた。また、帝室令（日本の皇室令に相当）・法律・勅令・国際条約の公示・予算及び予算外国庫の負担となるべき契約には、上諭を附して公布するとされたが、その上諭には親署の後、御璽を押すとされた。